# Ölschnitz (Weißer Main)
Die Ölschnitz ist ein gut 22 km langer rechter und nördlicher Nebenfluss des Weißen Mains am Nordrand des Fichtelgebirges. Sie ist nicht zu verwechseln mit dem gleichnamigen Nebenfluss des Roten Mains.

## Name
1398 wird das Gewässer als Olssnitz erstmals schriftlich erwähnt. Der Name leitet sich von slawisch *Olъšъnica mit der Bedeutung „Erlenbach“ ab.

## Geographie

### Verlauf

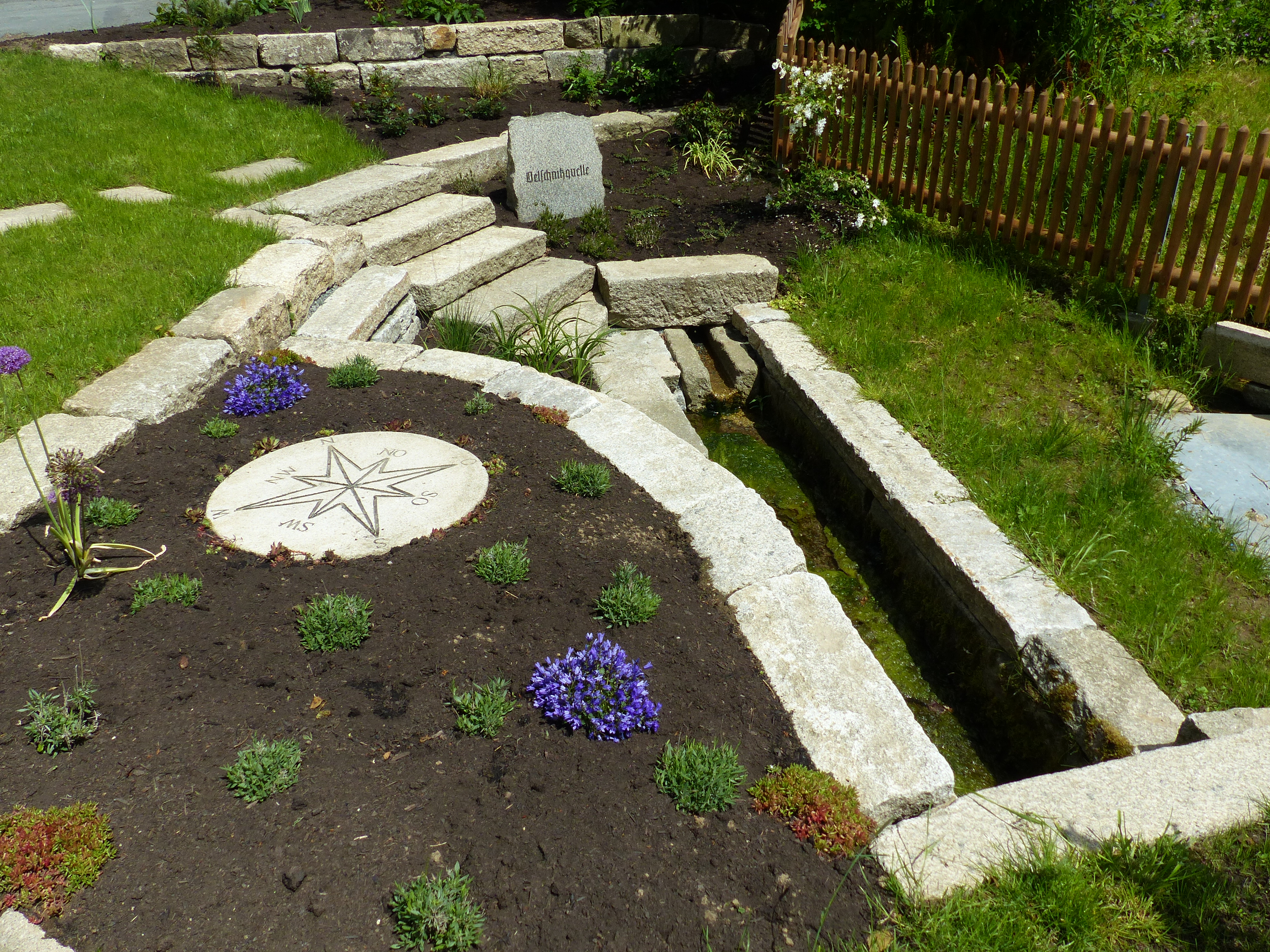
Ölschnitzquelle in Solg

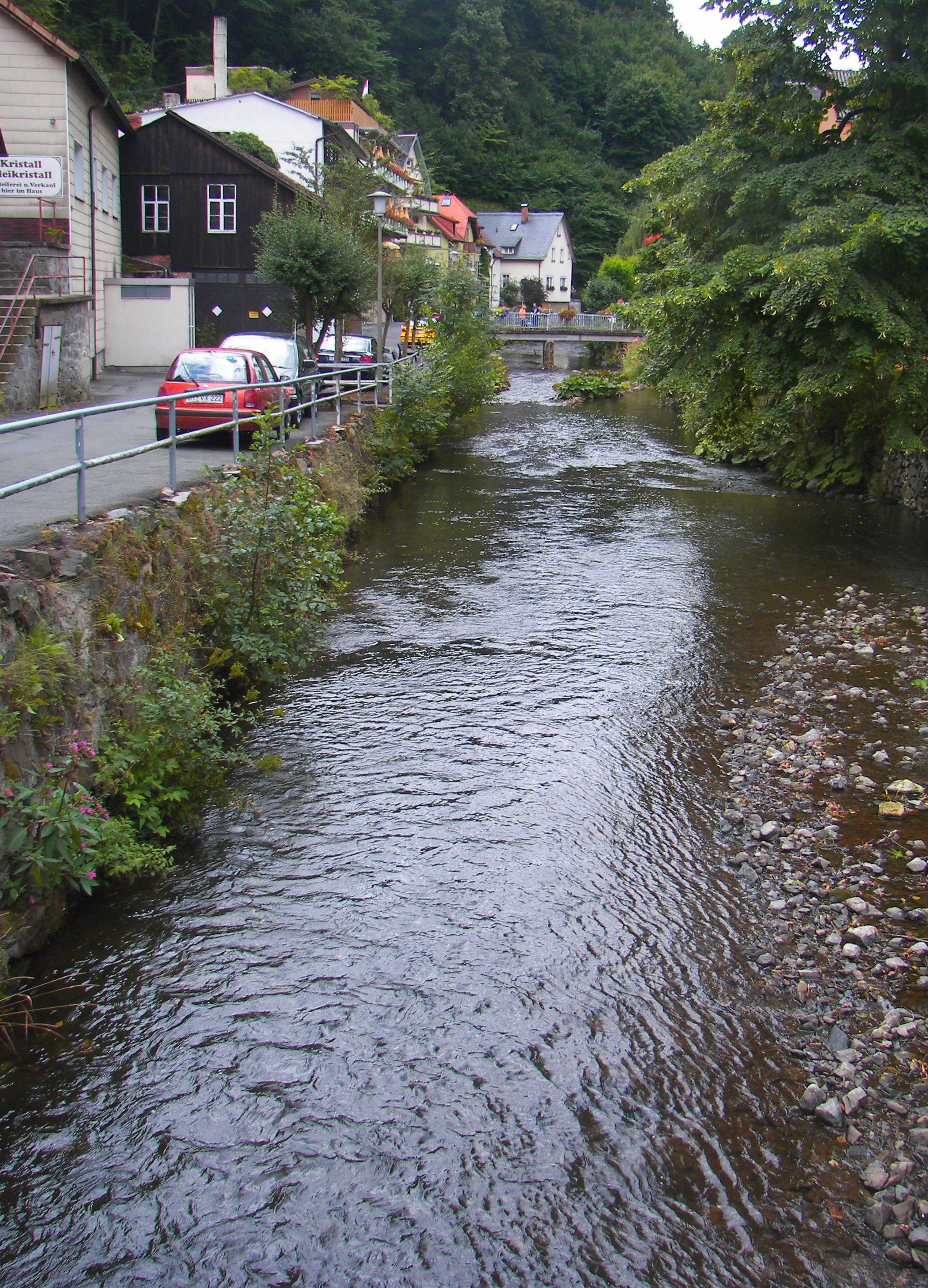
Die Ölschnitz im Stadtgebiet von Bad Berneck

Die Ölschnitz entspringt in einer gefassten Quelle mit Quellstein aus Granit in Solg, einem Gemeindeteil von Münchberg. Sie mündet bei Bad Berneck in den Weißen Main.
Die Ölschnitz fließt von Solg aus in breiter Talmulde zum Dorf Oelschnitz, dann nach Tennersreuth, unterquert die A 9, lieferte einst Wasser für die Streitauermühle und erreicht den Gemeindeteil Böseneck der Stadt Gefrees. Ab dort wird das windungsreiche Tal zunehmend enger, zunächst auf kurzen Strecken bei der Entenmühle und am Bogen um den Bergsporn bei Stein. Das steile, felsige Engtal auf den letzten zwei Kilometern vor dem Kurpark von Bad Berneck durchschneidet einen Diabaszug und weist eine reiche Flora auf. Es gilt als eines der schönsten Täler des Fichtelgebirges und wird vom Westweg und dem Jean-Paul-Weg durchzogen. Nach gut 22 Kilometern mündet die Ölschnitz in Bad Berneck in den Weißen Main. Sie führt dort im Mittel 1,63 m³/s Wasser, fast die Hälfte mehr als der Weiße Main mit 1,12 m³/s.

### Zuflüsse
- Querenbach (links), 0,6 km, in Stammbach-Oelschnitz
- Lahmabach (rechts), 1,6 km, südlich von Oelschnitz
- Benkersbach (links), 1,9 km, südöstlich von Steinfurth
- Grundbach (rechts), 0,8 km, nordöstlich von Tennersreuth
- Angerbach (rechts), 1, 0 km, in Tennersreuth
- Rieglersbach (links), 6,3 km,  5,8 km² , südlich von Gefrees-Bechertshöfen
- Schleifenbach (rechts), 3,8 km, in Böseneck
- Lübnitzbach (links), 10,4 km, 35,5 km² , südwestlich Gefrees-Grünstein
- Steingraben (rechts), 1,3 km, südwestlich von Stein
- Metzlersreuther Bach (links), 8,8 km, 14,2 km²  , südsüdöstlich von Bad Berneck-Gertrudslust
- Knodenbach (rechts), 5,1 km, 6,0 km² , in Bad Berneck
- Bärnreuther Graben (links), 2,0 km, in Bad Berneck

### Flusssysteme
- Liste der Fließgewässer im Flusssystem Ölschnitz (Weißer Main)
- Liste der Fließgewässer im Flusssystem Weißer Main

### Orte
Die Ölschnitz fließt durch folgende Orte:
- Landkreis Hof
  - Solg
  - Oelschnitz
  - Tennersreuth
- Landkreis Bayreuth
  - Streitauermühle
  - Böseneck
  - Entenmühle
  - Stein
  - Bad Berneck

## Wirtschaftliche Nutzung
Entlang des Bachlaufs wurden mit der Wasserkraft viele Mühlräder angetrieben. 1536 hatten die Bernecker Fischrechte in der „Ölsnitz“, 1692 wurde sie als „bester Forellenbach des Fichtelbergs“ bezeichnet. 1732 erließ der Bayreuther Markgraf für die Ölschnitz eine Schutzverordnung für die dort vorkommenden Flussperlmuscheln. Zwischen 1733 und 1810 erntete man 6000 Perlen, die Perlenfischerei unterstand der Aufsicht eines Perlinspektors, nach 1810 der bayerischen Forstverwaltung.